# Heliga korsets kapell, Ängelholm
Heliga korsets kapell är ett kapell som tillhör Ängelholms församling i Lunds stift. Kapellet ligger på Ängelholms kyrkogård i norra delen av centrala Ängelholm. Kyrkogården invigdes 1887 och kallades från början kallades Nya- eller Norra kyrkogården.

## Kyrkobyggnaden
Kapellet med krematorium uppfördes efter ritningar av länsarkitekt Nils A. Blanck och var färdigt för invigning i allhelgonatid 1956. En genomgripande om- och tillbyggnad genomfördes 1986 efter ritningar av arkitekt Lennart Hansson. Ännu en omfattande om- och tillbyggnad av kapellet och krematoriet gjordes 2004 efter ritningar av arkitekt Sulev Krämer. Då byttes kremationsugnen ut och rökgasrening efter senaste teknik installerades.
Kyrkorummets korvägg har en fresk utförd av Pär Siegård med motivet Välsignande Kristus.

### Orgel
- 1957 byggde Olof Hammarberg, Göteborg en orgel med 5 stämmor.
- Den nuvarande orgeln byggdes 1987 av Tostareds Kyrkorgelfabrik, Tostared och är en mekanisk orgel.

| Huvudverk I   | Svällverk II      | Pedal      | Koppel |
| Gedakt 8'     | Spetsflöjt 8´     | Subbas 16´ | I/P    |
| Principal 4'  | Koppelflöjt 4'    | Borduna 8´ | II/P   |
| Rörflöjt 4'   | Svegel 2'         |            | II/I   |
| Nasard 2 2/3' | Nasat 1 1/3'      |            |        |
| Waldflöjt 2'  | Skalmeja 8'       |            |        |
| Ters 1 3/5'   | Tremulant         |            |        |
|               | Crescendosvällare |            |        |